# Mazowsze
Mazowsze est le nom du Chœur Ballet et Orchestre National de chants et danses populaires de Pologne  (en polonais : Państwowy Zespół Ludowy Pieśni i Tańca „Mazowsze“). 
Un décret publié par le ministère de la culture et de l'art daté du 8 novembre 1948 a demandé au professeur Tadeusz Sygietynski de créer un groupe folklorique qui maintiendrait les traditions artistiques régionales et le répertoire folklorique traditionnel des chansons et des danses de la région de Mazovie.
Le 6 novembre 1950, le groupe jouait pour la première fois au théâtre Polski de Varsovie. Tadeusz Sygietyński recruta comme chef de groupe la célèbre actrice et chanteuse Mira Ziemińska-Sygietyńska. Ils élargirent le répertoire au folklore polonais et habillèrent leurs chanteurs avec des vêtements traditionnels de Pologne.
Avec des artistes diplômés des plus grandes écoles de danse et de musique de Pologne, Mazowsze produit des spectacles magnifiques composés d'un ballet, d'un chœur mixte et d'un grand orchestre, soit une centaine de personnes sur scène. Mazowsze c'est aussi des costumes somptueux, ornés de perles et de coraux,  brodés à la main par les plus grands artisans du monde.
Depuis plus de 65 ans, Mazowsze remporte un très grand succès à travers le monde et est devenu un véritable phénomène scénique et musical, traversant les modes et les tendances sans difficultés.
La participation de chanteuses polonaises mondialement connues telles que Irena Santor ou Lidia Korsakówna renforça  cette reconnaissance.
Après leur tournée française anniversaire en octobre 2014, l'Ensemble Mazowsze est en tournée en France en mars 2017 avec « Le Spectacle aux 1000 costumes ».